# 科古季
49°55′2″N 23°33′7″E / 49.91722°N 23.55194°E
科古季（烏克蘭語：Когути），是烏克蘭的村落，位於該國西部利沃夫州，由亞沃里夫區負責管轄，面積0.2平方公里，海拔高度265米，2001年人口151，人口密度每平方公里755人。